# Excelsior-Tunnel
Der am 15. März 1928 eröffnete Excelsior-Tunnel war ein vom Eigentümer des Hotels Excelsior, Curt Elschner, im Zuge einer Modernisierung des Hotels privat finanzierter Fußgängertunnel zwischen dem Hotel und dem Anhalter Bahnhof in Berlin-Kreuzberg, der auch der Öffentlichkeit zur Unterquerung der Königgrätzer Straße (ab Februar 1930 und heute: Stresemannstraße, zwischenzeitlich 1935–1947: Saarlandstraße) zur Verfügung stand. Zunächst war der Tunnel circa 100 m lang, drei Meter breit sowie drei Meter hoch, bevor er 1936 auf 350 m verlängert wurde. Er galt als größter Bahnhofstunnel des Kontinents.
Die Baukosten des in offener Bauweise insbesondere nachts errichteten Tunnels betrugen 1928 rund 550.000 Reichsmark (RM), samt Kreditfinanzierung allerdings etwa eine Million RM. An die Reichsbahn mussten jährlich 10.000 RM Nutzungsgebühren bezahlt werden, nach langen Verhandlungen im Jahr 1935 nur noch 2.500 RM/Jahr. Zählungen der Tunnelnutzer am 5./6./7. Juli 1934 ergaben 82/130/129 Reisende.
Der Tunnel wurde wahrscheinlich bereits um 1945 geschlossen – Bahnhof und Hotel sind durch  alliierte Luftangriffe im Zweiten Weltkrieg beschädigt worden. Die Verkehrsrelation verlor auch an Bedeutung, denn 1952 wurde der Bahnverkehr am Anhalter Bahnhof eingestellt, 1954 wurden die Ruinen des Hotels abgetragen, 1968 das Wohn- und Geschäftsgebäude Excelsiorhaus an seiner Stelle errichtet. Der Abriss des Tunnels erfolgte 1985 im Zuge von Straßenarbeiten.